# Alexander Precht
Alexander Precht (* 1982 in Bremen) ist ein deutscher Filmkomponist, Musikproduzent und Sound Designer.

## Leben
Alexander Precht studierte 2004 Audio Engineering am SAE Institute in Hamburg. Seit 2008 betreibt er sein eigenes Tonstudio und war als Musikproduzent für viele verschiedene Sänger und Rapper tätig u. a. Nina Chuba, Marlio, AMIR P, Talia Belle. Seit 2015 ist er als Komponist für Filme, Serien, Dokumentarfilme, sowie Werbe- und Imagefilme tätig.

## Filmografie (Auswahl)
- 2015: Der Maler (Kurzfilm) – Regie: Florian von Bornstädt
- 2016: Liebe (Kurzfilm) – Regie: Mersiha Husagic
- 2017: Fenster Blau (Kinofilm) – Regie: Sheri Hagen
- 2018 – heute: Großstadtrevier (Fernsehserie)
- 2021: Angela Merkel – Die Bundeskanzlerin (5-teilige Dokumentation) – Regie: Stefan Aust
- 2022: Abenteuer Spanien (4-teilige Dokumentation) – Regie: Nadja Frenz
- 2022: Königreich Jordanien (2-teilige Dokumentation) – Regie: Nadja Frenz
- 2023: Heimat der Gewürze (4-teilige Dokumentation) – Regie: Peter Moers
- 2023: Cherry Juice (Kinofilm) – Regie: Mersiha Husagic
- 2024: From Darkness to Light (Kino-Dokumentarfilm) – Regie: Eric Friedler, Michael Lurie
- 2024: Eisige Welten – Naturwunder im Nordosten Kanadas (Dokumentation) – Regie: Peter Moers, Edward Porembny
- 2024: Leben an der Nordsee (6-teilige Dokumentation) – Regie: Heike Nikolaus, Susanne Utzt, Jana Schulze, Steven Galling, Antje Büll
- 2024: Die Balearen – Schöne Schwestern (4- teilige Dokumentation) – Regie: Susanne Utzt, Antje Büll